# Echipa națională de fotbal a Republicii Dominicane
Echipa națională de fotbal a Republicii Dominicane reprezintă Republica Dominicană în fotbalul internațional. Nu s-a calificat la nici un turneu final.

## Calificări

### Campionatul mondial
- 1930 până în 1974 - nu a participat
- 1978 - nu s-a calificat
- 1982 până în 1990 - nu a participat
- 1994 până în 2018 - nu s-a calificat

### Campionatul CONACAF/ Cupa de Aur
- 1963 to 1976 - nu a participat
- 1977 - nu s-a calificat
- 1981 până în 1989 - nu a participat
- 1991 până în 1996 - nu s-a calificat
- 1998 - s-a retras
- 2000 până în 2003 - nu s-a calificat
- 2005 - s-a retras
- 2007 - s-a retras din calificări
- 2009 - nu a participat
- 2011 - nu s-a calificat

### Jocurile Panamericane
- 1951 până în 1967 - nu a participat
- 1971 - Prima rundă
- 1975 - nu a participat
- 1979 - Prima rundă
- 1983 până în 1999 - nu a participat
- 2003 - Prima rundă
- 2007 - nu s-a calificat

### Jocurile caraibiene
- 1930 până în 1966 - nu a participat
- 1970 - Prima rundă
- 1974 - Prima rundă
- 1978 - Prima rundă
- 1982 - nu a participat
- 1986 - meci pentru locul trei
- 1990 - a doua rundă
- 1993 până în 1998 - nu a participat
- 2002 - Prima rundă
- 2006 - nu s-a calificat

## Cea mai mare victorie
| Dată              | Competiție                  | Oraș          | Gazdă                | Scor       | Adversar                   | Marcatori RD |
| ----------------- | --------------------------- | ------------- | -------------------- | ---------- | -------------------------- | --- |
| 14 octombrie 2010 | Campionatul Caraibelor 2010 | San Cristóbal | Republica Dominicană | 17:0 (4:0) | Insulele Virgine Britanice | Darly Batista 5' 67' 68' 72' 79' Inoel Navarro 26' 47' 81', Domingo Peralta 22' 43' 77' Erick Ozuna 82' 90', Omar Reynoso 61' 73' Kelvin Severino 64', Gonzalo Frechilla 91' |

## Lot
| 1  | P | Miguel Lloyd            | 23 octombrie 1982 (42 de ani)  | 6 | 0 | W Connection            |  |  |
| 12 | P | Miguel Odaliz Báez      | 29 septembrie 1983 (41 de ani) | 4 | 0 | Club Barcelona Atlético |  |  |
|    | P | Jonathan Rafael Rosario | 21 octombrie 1990 (34 de ani)  | 0 | 0 | Domingo Savio           |  |  |
|    |   |                         |                                |   |   |                         |  |  |
| 3  | F | Rafael Ramírez          | 13 ianuarie 1986 (39 de ani)   | 2 | 0 | Pantoja                 |  |  |
| 5  | F | Orlando Belén           | 13 octombrie 1985 (39 de ani)  | 4 | 0 | Bauger                  |  |  |
| 2  | F | Johan Cruz              | 8 octombrie 1987 (37 de ani)   | 2 | 0 | Pantoja                 |  |  |
| 4  | F | César García            | 13 martie 1993 (32 de ani)     | 2 | 0 | Jarabacoa               |  |  |
|    | F | Jean Martínez           | 12 februarie 1987 (38 de ani)  | 0 | 0 | Domingo Savio           |  |  |
| 13 | F | Wilson Martínez         | 28 iulie 1986 (38 de ani)      | 2 | 3 | Moca FC                 |  |  |
|    |   |                         |                                |   |   |                         |  |  |
| 6  | M | Yobdwin Rosario         | 10 mai 1984 (40 de ani)        | 1 | 0 | Moca FC                 |  |  |
| 8  | M | Kelvin Severino         | 9 iunie 1981 (43 de ani)       | 8 | 3 | Pantoja                 |  |  |
| 14 | M | Francisco Jiménez       | 18 octombrie 1986 (38 de ani)  | 1 | 0 | Club Barcelona Atlético |  |  |
| 15 | M | Omar Reynoso            | 19 septembrie 1988 (36 de ani) | 1 | 2 | Club Barcelona Atlético |  |  |
| 19 | M | Gonzalo Frechilla       | 8 august 1990 (34 de ani)      | 2 | 1 | University of Maryland  |  |  |
| 7  | M | Inoel Navarro           | 28 iulie 1987 (37 de ani)      | 2 | 3 | Pantoja                 |  |  |
|    | M | Manuel Reinoso          | 17 septembrie 1988 (36 de ani) | 2 | 0 | Moca FC                 |  |  |
| 11 | M | Erick Ozuna             | 5 octombrie 1990 (34 de ani)   | 2 | 2 | Club Barcelona Atlético |  |  |
|    | M | José Valerio            | 9 iulie 1987 (37 de ani)       | 0 | 0 | Domingo Savio           |  |  |
|    |   |                         |                                |   |   |                         |  |  |
| 9  | A | Jonathan Faña           | 11 aprilie 1987 (37 de ani)    | 7 | 5 | Puerto Rico Islanders   |  |  |
| 17 | A | Ramón Mariano           | 13 august 1974 (50 de ani)     | 7 | 1 | Club Barcelona Atlético |  |  |
| 10 | A | Darly Batista           | 8 iulie 1988 (36 de ani)       | 5 | 6 | Moca FC                 |  |  |
| 13 | A | Domingo Peralta         | 28 iulie 1986 (38 de ani)      | 2 | 3 | Moca FC                 |  |  |

## Antrenori
- Clemente Domingo Hernández (2010-)
- Juan Emilio Mojica (2007–2010)
- Ljubomir Crnokrak (2005–2007)
- Fortunato Quispe Mendoza